# Хилда (Јужна Каролина)
Хилда (енгл. Hilda) град је у америчкој савезној држави Јужна Каролина.

## Демографија
По попису из 2010. године број становника је 447, што је 11 (2,5%) становника више него 2000. године.
| Група             | 2000.       | 2010.       |
| Белци             | 399 (91,5%) | 386 (86,4%) |
| Афроамериканци    | 30 (6,9%)   | 48 (10,7%)  |
| Азијати           | 3 (0,7%)    | 0 (0,0%)    |
| Хиспаноамериканци | 0 (0,0%)    | 7 (1,6%)    |
| Укупно            | 436         | 447         |